# 岡村堯
岡村 堯（おかむら たかし、1937年1月2日 - ）は、日本の法学者・弁護士・環境運動家。学位は、法学博士（九州大学・1974年）（学位論文「ヨーロッパ共同体裁判所による司法的規制の研究 ヨーロッパ共同体裁判所判例を中心としたヨーロッパ共同体法の実証的研究」）。上智大学名誉教授、

## 略歴
中国生まれ。九州大学法学部卒、1965年同大学院法学研究科修士課程修了、同大学法学部助手。
西南学院大学法学部助教授、教授、1982年上智大学法学部教授、地球環境研究所長、2007年定年、名誉教授。
1974年学位論文「ヨーロッパ共同体裁判所による司法的規制の研究 ヨーロッパ共同体裁判所判例を中心としたヨーロッパ共同体法の実証的研究」で九州大学より法学博士の学位を取得。
日本EU学会理事長。NPO法人地球環境・経済研究機構理事長。弁護士。

## 著書
- 『ヨーロッパ法』三省堂 2001
- 『ヨーロッパ環境法』三省堂 2004
- 『ヨーロッパ競争法』三省堂 2007
- 『新ヨーロッパ法 リスボン条約体制下の法構造』三省堂 2010
- 『ヨーロッパ市民法』三省堂 2012

### 共編著
- 『EU入門 誕生から,政治・法律・経済まで』島野卓爾,田中俊郎共編著 有斐閣 2000
- 『地球温暖化ビジネスのフロンティア』大和田滝惠共編 国際書院 2011

## 論文
- ＜岡村堯